# Kavvo
Sandro Emanuel Herrera Manzanares (Quesada (Costa Rica), Costa Rica), 1 de junio de 2003) conocido como su nombre artístico Kavvo, es un cantante costarricense

## Carrera musical

### Inicios - 2022
El 21 de agosto de 2020, en su canal oficial de YouTube, lanzó su primer sencillo «Te sale K-Ro». El 10 de septiembre de 2021, lanzó un segundo sencillo titulado «Amarrau», que obtuvo un disco de oro.
El 1 de noviembre de 2021 firmó con la disquera Virgin Music Centroamérica.
Ese mismo año, colaboró con el conocido cantante costarricense Toledo, junto a RVS, en el tema «El bar», publicado el 1 de octubre. El 21 de octubre apareció «Pensándote», una colaboración con el artista Gimario y los cantantes Ziidar y Fio.
El 24 de febrero de 2022, lanzó el sencillo «Close friends», incluida en su primer álbum, Procedente, que publicó el 22 de abril. Unos meses más tarde, lanzó el video oficial titulado «Pa' ti».